# Cechenena aegrota
Cechenena aegrota là một loài bướm đêm thuộc họ Sphingidae. Nó được Butler miêu tả năm 1875. Nó được tìm thấy ở Nepal, đông bắc Ấn Độ (Sikkim, Meghalaya), Bangladesh, Thái Lan, Lào, miền nam Trung Quốc (Hải Nam, Hồng Kông) và Việt Nam. 
Con đực có sải cánh 72–76 mm, con cái có sải cánh 88–92 mm, con đực và con cái có ngoại hình khác nhau. Con trưởng thành bay từ tháng 3 đến tháng 12, với cao điểm vào tháng 4 ở Hồng Kông.

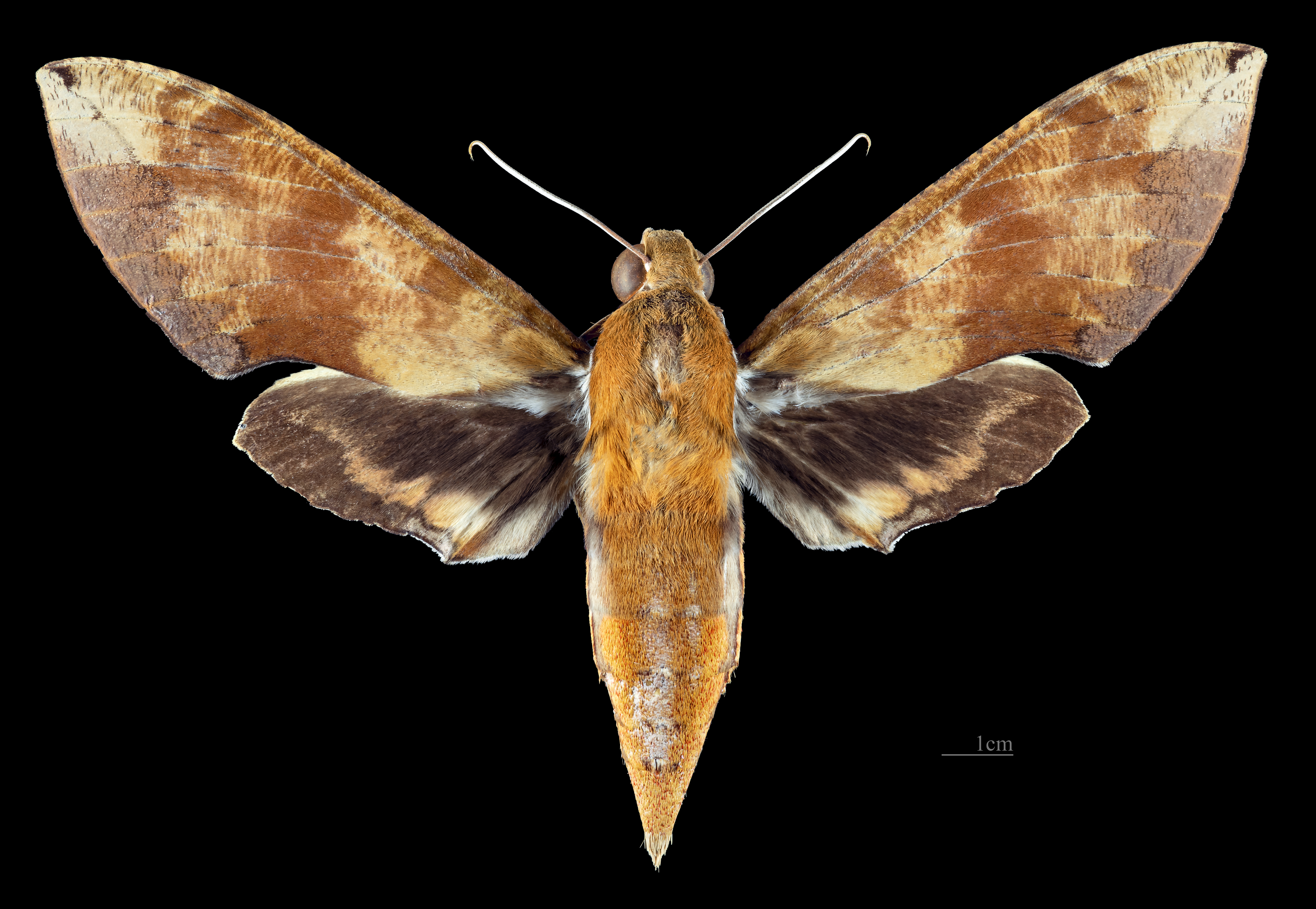
Cechenena aegrota ♀
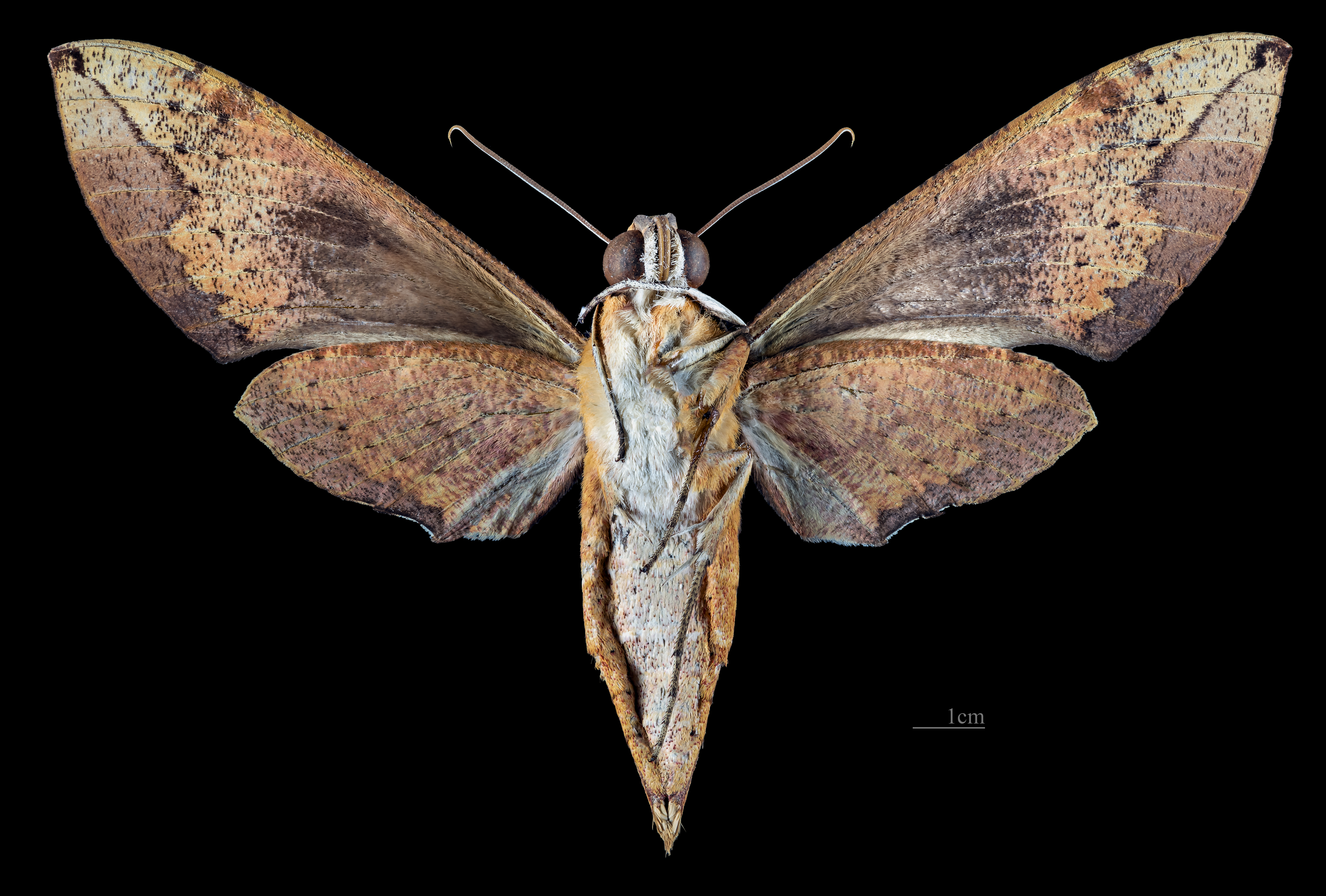
Cechenena aegrota ♀ △

Ấu trùng ăn loài Psychotria.

## Phụ loài
- Cechenena aegrota aegrota
- Cechenena aegrota kueppersi Eitschberger, 2007 (miền bắc Việt Nam)